# Luis Agustoni
Luis Agustoni (Buenos Aires, 1943-18 de enero de 2023) fue un director de teatro, dramaturgo, maestro de teatro y actor argentino radicado en Buenos Aires, donde desarrolló toda su carrera.

## Carrera artística
Inicialmente actor, tarea que no abandonó, poco a poco combinó su profesión con la de maestro de actores, director y dramaturgo.
Sus creaciones más conocidas son sus obras El Protagonista y Los Lobos, que escribió y dirigió, obteniendo gran éxito de público y numerosos premios, entre ellos el Molière, Argentores, y Ace, como también estrenos y temporadas en México, Chile, Uruguay, Brasil, Perú, Colombia y Venezuela. Fue el adaptador y director de Brujas, un éxito histórico del teatro nacional con diez años en cartel, y también puso en escena muchos espectáculos en el teatro profesional, entre los que se destacaron con gran éxito El Último de los Amantes Ardientes, y La Cena de los Tontos.
Encaró su tarea con versatilidad, en su Teatro El Ojo, donde funciona su Estudio de Formación Actoral y desarrolló su trabajo como actor; dirigió e interpretó Hamlet de Shakespeare y Don Juan de Molière, junto a un repertorio de obras contemporáneas. Ha escrito para Pol-ka la miniserie El hombre, y paralelamente a su actividad creadora enseñó con regularidad Actuación, Dirección y Dramaturgia.

## Obras propias
- 1982: Variaciones sobre temas de Romeo y Julieta.
- 1983: El bufón (con textos de Hamlet, de William Shakespeare).
- 1986: Los ojos del día
- 1988: El protagonista ante el espejo
- 1989: El regreso del tigre
- 1995: Los lobos
- 1999: Cruce peligroso
- 2000: El hombre (miniserie de televisión).
- 2000: Hermanas
- 2003: Mal Mal

## Traducciones
- 1972: El montaplatos, de Harold Pinter
- 1974: A la sombra del valle, de John Millington Synge
- 1978: Memorias de un adolescente, de Neil Simon
- 1978: El cuidador, de Harold Pinter
- 1990: Hamlet, de William Shakespeare
- 1996: Don Juan, de Molière
- 1997: Nuestra suma, de David Stevens.

## Actuación en cine
- 1984: Los chicos de la guerra, de Bebe Kamin
- 2000: Casanegra, de Carlos Lozano Dana

## Actuación en teatro
- 1972: Las brujas de Salem, dirección de Agustín Alezzo
- 1972: Rehenes, de Max Frisch, dirección de Agustín Alezzo
- 1974: La lámpara maravillosa, de Julio Ordano (sobre textos de John Reed y Khalil Gibran), dirección de Julio Ordano
- 1978: Nuestro pueblo, de Thornton Wilder, dirección de Agustín Alezzo
- 1979: Vida y milagros, versión de El Lazarillo de Tormes
- 1980: El Capitán Veneno, versión de la novela de Pedro Antonio de Alarcón, dirección propia
- 1980: Al fin y al cabo es mi vida, de Brian Clark, dirección de Agustín Alezzo
- 1981: Lo que no fue de Noel Coward, dirección de Luis Salado
- 1982: Variaciones sobre temas de Romeo y Julieta, obra y dirección propias
- 1983: El bufón, obra y dirección propias
- 1986: Los ojos del día, obra propia, dirección compartida con Julio Ordano
- 1990: Hamlet, de William Shakespeare, dirección propia
- 1993: Los ojos del día, nueva versión, dirección propia
- 1994: El fantasma, dirección propia
- 1996: Don Juan, de Molière, dirección propia
- 1997: Nuestra suma, de David Stevens, dirección de Patricia Sánchez

## Actuación en televisión
- 1975: Los mejores (Canal 11).
- 1980: Hombres en pugna (ATC).
- 1980: Los notables (Canal 11).
- 1982: ¿Qué estabas soñando, Alicia? (ATC).
- 1984: Colorín colorado (ATC).

## Adaptaciones
- 1972: Pesos y pesos (sobre cuentos de Antón Chéjov).
- 1994: El fantasma, versión de El fantasma de Canterville, de Oscar Wilde
- 1992: Corte fatal, de Paul Portner
- 1991: Brujas, de Santiago Moncada
- 1980: El Capitán Veneno, versión de la novela de Pedro Antonio de Alarcón
- 1977: Vida y milagros, versión de El Lazarillo de Tormes

## Dirección
- 1972: El montaplatos, de Harold Pinter
- 1973: Háblame como la lluvia y déjame escuchar, de Tennessee Williams
- 1974: A la sombra del valle, de John Millington Synge
- 1977: Vida y milagros, versión de El Lazarillo de Tormes
- 1978: El cuidador, de Harold Pinter
- 1979: Ciudad en fuga, de Alicia Muñoz
- 1980: La gripe, de Eugenio Griffero
- 1981: Capítulo segundo, de Neil Simon
- 1981: Domesticados, de Aída Bortnik
- 1981: Papá querido, de Aída Bortnik
- 1981: El año de la peste, de Alicia Muñoz
- 1981: El Capitán Veneno, versión de la novela de Pedro Antonio de Alarcón
- 1982: Sobremesa, de Orlando Leo
- 1982: Variaciones sobre temas de Romeo y Julieta
- 1983: Así es si les parece, de Luigi Pirandello
- 1983: El bufón
- 1984: Schumann, de Jorge Maestro y Sergio Vainman, Canal 11
- 1986: Los ojos del día (obra propia).
- 1986: El último de los amantes ardientes, de Neil Simon
- 1988: El regreso del tigre (obra propia).
- 1988: El protagonista ante el espejo (obra propia).
- 1990: Hamlet, de William Shakespeare
- 1991: Brujas, versión de la obra de Santiago Moncada
- 1992: Corte fatal, de Paul Portner
- 1993: Los ojos del día
- 1994: El fantasma, versión propia de El fantasma de Canterville, de Oscar Wilde
- 1995: Los lobos (obra propia).
- 1996: Don Juan, de Molière
- 1999: Cruce peligroso (obra propia).
- 2000: La cena de los tontos, de Francis Veber
- 2001: Los lobos (obra propia), en Montevideo
- 2001: El protagonista ante el espejo (obra propia), en México
- 2003: Mal Mal (obra propia).
- 2003: Taxi II, de Ray Cooney
- 2004: Loca, de Tom Topor
- 2021: Brujas de Santiago Moncada